# Old Warden
Old Warden è un villaggio e una parrocchia civile di 330 abitanti della contea del Bedfordshire, in Inghilterra, sito appena a ovest della cittadina di Biggleswade. 
Il villaggio crebbe sotto la protezione della vicina Abbazia cistercense di Warden (o Wardon).